# اچ‌اس‌دابلیوام‌اس سولو
اچ‌اس‌دابلیوام‌اس سولو (به انگلیسی: HSwMS Sölve) یک کشتی بود که طول آن ۳۹٫۸ متر (۱۳۱ فوت) بود. این کشتی در سال ۱۸۷۵ ساخته شد.